# Черниця (хутір)
Черниця (хутір) (біл. хутар Чарніца) — село в складі Смолевицького району Мінської області, Білорусь. Село підпорядковане Пекалинській сільській раді, розташоване в центральній частині області.